# Johannes Brønsted
Johannes Nicolaus Brønsted, född 22 februari 1879 i Varde, död 17 december 1947 i Köpenhamn, var en dansk fysikalisk kemist som 1923 (samtidigt med Martin Lowry) definierade en bas som en "protonacceptor" samt en syra som en "protondonator".

## Biografi
Brønsted var professor i kemi vid Köpenhamns universitet, och blev chef för Polyteknisk Læreanstalts fysikaliskt-kemiska laboratorium 1909.
Brønsted studerade främst den fysikaliska kemin, och här märks främst han arbeten i termodynamik, över kemisk affinitet och kvicksilvrets isotoper.
Brønsted invaldes 1939 som utländsk ledamot nummer 793 av Kungliga Vetenskapsakademien.
Under andra världskriget motarbetade han nazisterna och valdes till följd härav in i Folketinget 1947. På grund av sjukdom kunde han aldrig inta sin plats och dog kort efter valet.